# USS Langley (CV-1)
Ленглі (англ. CV-1 Langley) — перший авіаносець США. Єдиний представник свого класу

## Конструкція

### Історія створення

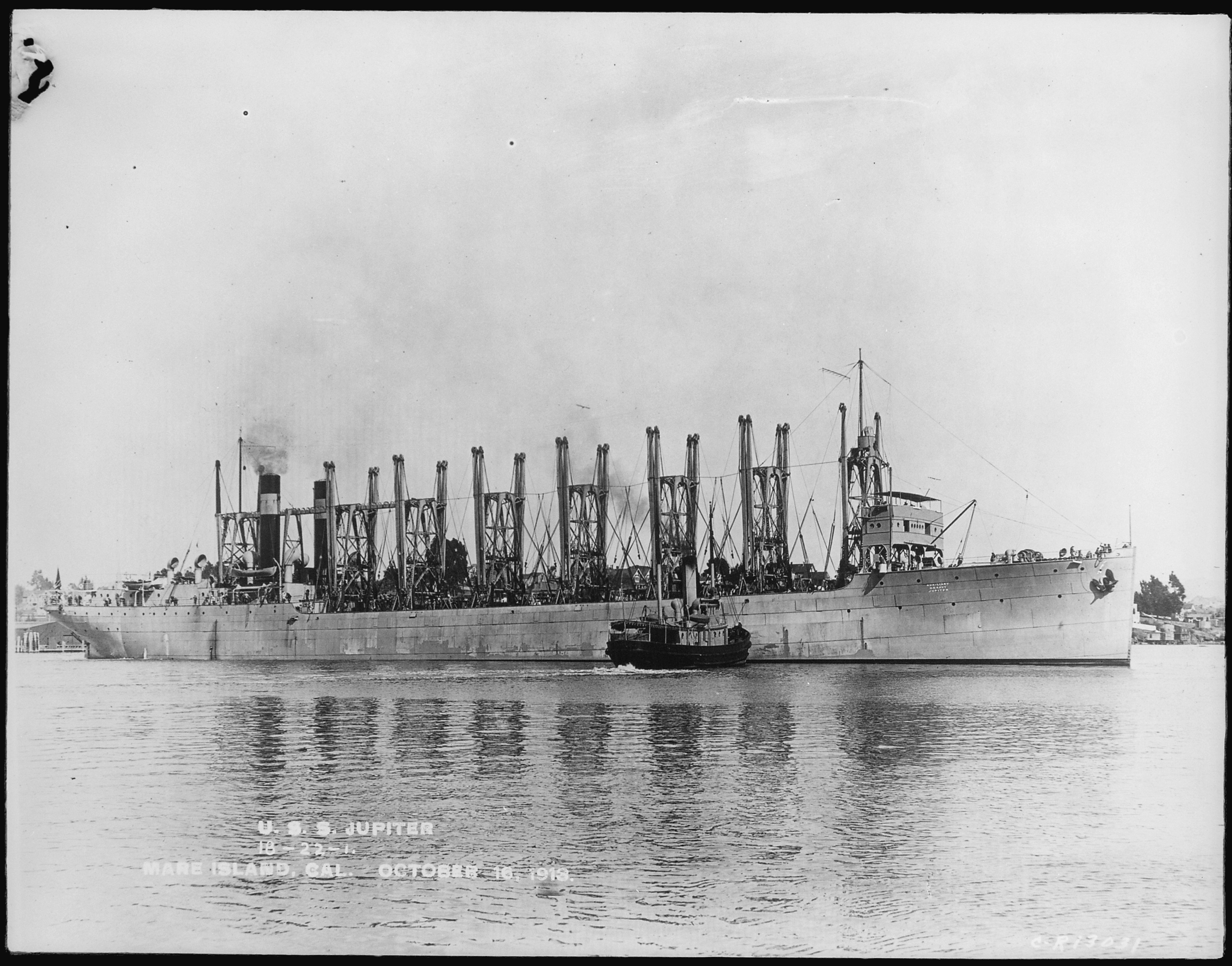
Вугільник «Юпітер», 16 жовтня 1913 року

Був побудований та розпочав службу в американському флоті як вугільник «Юпітер» (англ. USS Jupiter (AC-3)). В липні 1919 року з'явився проєкт його перебудови у гладкопалубний авіаносець. Корабель був невеликим та тихохідним, але мав просторі трюми та турбоелектричну силову установку, що давала змогу йому рухатись повним ходом як вперед, так і назад. Можливість зміни орієнтації «ніс-корма» вважалась тоді досить корисною. Припускалось, що при частковому пошкодженні палуби авіаносець зможе піднімати та приймати літаки, розвертаючись кормою проти вітру чи за вітром.
Перебудова проводилась на верфі ВМФ у Норфолку з березня 1920 року. Через 2 роки авіаносець увійшов до складу флоту під назвою «Ленглі» (місце першого польоту братів Райт).
Корпус та силова установка практично не зазнали змін. В колишнього вугільника зрізали всю надбудову вище верхньої палуби та встановили на пілерсах прямокутну дерев'яну злітну палубу розміром 162,7×19,5 м. Простір між нею та верхньою палубою можна було назвати ангаром, проте відкритим з обох бортів. Для підйому літаків служив один ліфт. Машини зберігались у напіврозібраному вигляді і лише на злітній палубі здійснювалось повне складання. Багато місця під палубою займали ремонтні майстерні, склади запасних частин та робоче приміщення з двома тритонними мостовими кранами, які піднімали з трюмів гідроплани та доставляли їх до підйомників. У вантажних трюмах розмістили цистерни для бензину та погреби боєзапасу.
Політна палуба була обладнана двома пневматичними катапультами, розташованими спереду та ззаду. Вони були здатні розганяти літаки масою 2800 кг до швидкості 74 км/г та призначались для старту гідролітаків.
Літаки з колісним шасі злітали з розбігу без будь-яких пристосувань. Система посадки подібна до англійської на «Ф'юріосі», що складалась з натягнутих вздовж палуби тросів, що зчеплялись з посадоковими гаками на шасі літака та перешкоджали його заносу. Американці додали до цього систему поперечних тросів, які за допомогою підвішених до їх кінців снарядних ящиків, наповнених піском, гальмували літак.
Як експериментальний корабель, «Ленглі» використовувався для вирішення різноманітних технічних задач, з якими раніше суднобудівники не стикались. Так, спочатку авіаносець обладнали однією димовою трубою, але через сильне задимлення політної палуби довелось знайти інше рішення: два димоходи вивели під політною палубою в дві короткі труби, що виступали за лівий борт і лише трохи підвищувались над нею. Під час запуску та прийому літаків ці труби повертали вниз та випускали дим до поверхні води. На палубі не було ніяких надбудов, навіть мостик знаходився під нею, в задній частині напівбака. Тільки під час переходів піднімались дві телескопічні щогли. Була навіть така курйозна конструкція, як приміщення для поштових голубів, яких випускали пілоти літаків.

### Озброєння
Корабель ніколи не модернізувався, тому «Ленглі» так і не отримав зенітної артилерії. Його основною зброєю була авіація. Початково корабель проєктувався для авіагрупи у 8 машин, з часом можливості виросли до 42 літаків, хоча штатна кількість не перевищувала 30 літаків. Запас авіаційного озброєння включав 2275 авіабомб та 24 торпеди.
У 1925 році розглядався проєкт аналогічної перебудови близнюка «Юпітера» — вугільника «Нептун», проте він не був реалізований.

## Бойове застосування

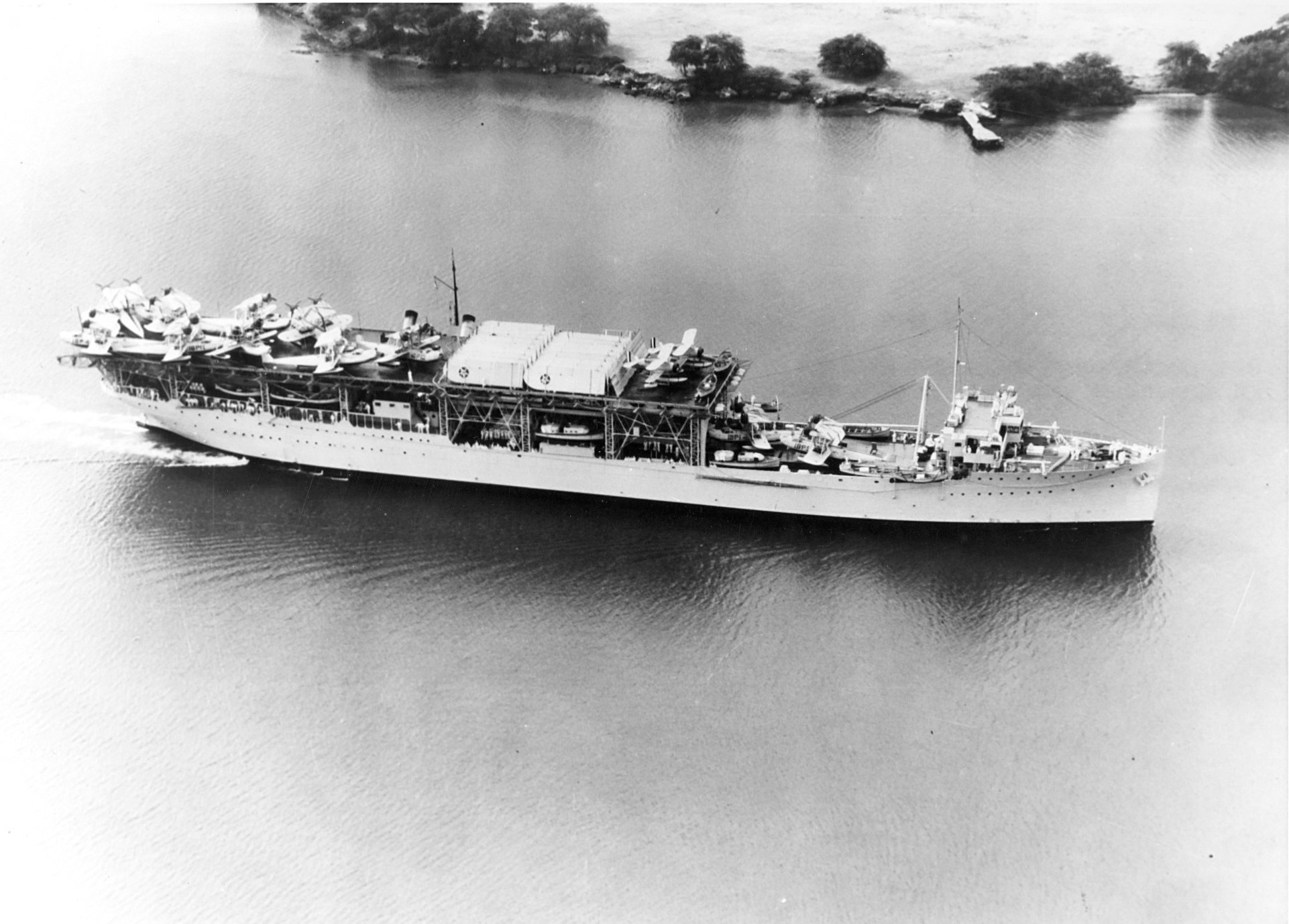
«Ленглі» після переобладнання в авіатранспорт, 1938 р.

Після вступу у стрій авіаносець до 1931 року служив у Тихоокеанському флоті. Після переведення в Атлантику використовувався головним чином для випробовування нових літаків та підготовки особового складу морської авіації. У 1937 році «Ленглі» вже вважався застарілим, що зумовило його переобладнання в гідроавіаносець AV-3. Це дало необхідний тоннаж в квоті на авіаносці в рамках Вашингтонського морського договору для побудови авіаносця «Восп». Передню третину палуби демонтували для розміщення кранів, якими піднімали гідролітаки з поверхні води.
На момент початку Другої світової війни «Ленглі» перебував в порту Кавіте на Філіппінах. 8 грудня 1939 року він вирушив в Балікпанан на Борнео, а потім в Дарвін, куди прибув 1 січня 1942 року. До 11 січня 1942 року він разом з австралійськими ВПС брав участь у протичовновому патрулюванні Дарвіна.
У лютому 1942 року, коли почались бої за Голландську Ост-Індію, голландський адмірал Гелфріх домігся від союзників, щоб літаки, відправлені на Цейлон на борту «Ленглі», були переадресовані на Яву. В цей рейс корабель вирушив як звичайний авіатранспорт. На його палубі розміщувались 27 винищувачів P-40.
27 лютого 1942 року, під час переходу на Чілачап (о. Ява), японські літаки помітили авіаносець та есмінці супроводу за 100 миль від Яви. В атаці, що розпочалась незабаром, в корабель влучили 5 авіабомб. На кораблі виникла пожежа, зайнявся бензин, а гасити його не було чим, оскільки система пожежогасіння вийшла з ладу. Через чотири години, знявши з авіаносця екіпаж, есмінці добили його артилерійським вогнем.